# Liste der Nummer-eins-Hits in Dänemark (2013)
Dies ist eine Liste der Nummer-eins-Hits in Dänemark im Jahr 2013. Sie basiert auf den offiziellen Album Top-40 und Track Top-40, die im Auftrag von IFPI Danmark erstellt werden.

## Singles
| ← 2012 ← | Liste der Nummer-eins-Hits in Dänemark | Liste der Nummer-eins-Hits in Dänemark | Liste der Nummer-eins-Hits in Dänemark | 2014 → |
| \| Zeitraum \| Wo. ges. \| Interpret \| Titel Autor(en) \| Zusätzliche Informationen \| \| (Zeitraum, Wochen auf Platz eins, Interpret, Titel, Autor[en], zusätzliche Informationen) \| \| \| \| \| \| ----------------------------------------------------------------------------------------- \| -------- \| ------------------------------------- \| --------------------------------------------------------------------------------------------------------------------------------------------------------------------------------------------------- \| -------------------------------------------------------------------------------------------------------------- \| \| 14. Dezember 2012 – 3. Januar 2013 3 Wochen (insgesamt 4) \| 4 \| Will.i.am feat. Britney Spears \| Scream & Shout William Adams, Jean-Baptiste Kouame, Jef Martens, Tula Paulinea Contostavlos \| – \| \| 4. Januar 2013 – 10. Januar 2013 1 Woche (insgesamt 6) \| 6 \| Rihanna \| Diamonds Benjamin Levin, Sia Kate Furler, Tor Erik Hermansen, Mikkel Storleer Eriksen \| – \| \| 11. Januar 2013 – 17. Januar 2013 1 Woche (insgesamt 8) \| 8 \| Psy \| Gangnam Style Yoo Gun-hyung, Park Jae-sang \| – \| \| 18. Januar 2013 – 24. Januar 2013 1 Woche (insgesamt 4) \| 4 \| Will.i.am feat. Britney Spears \| Scream & Shout William Adams, Jean-Baptiste Kouame, Jef Martens, Tula Paulinea Contostavlos \| – \| \| 25. Januar 2013 – 31. Januar 2013 1 Woche \| 1 \| Justin Timberlake feat. Jay-Z \| Suit & Tie Shawn C. Carter, Leslie Jerome Harmon, Terry Duane Stubbs, John Wilson, Charles Still, Timothy Z. Mosley, Justin R. Timberlake, James Edward Fauntleroy II \| – \| \| 1. Februar 2013 – 7. Februar 2013 1 Woche (insgesamt 3) \| 3 \| Macklemore & Ryan Lewis feat. Wanz \| Thrift Shop Ben Haggerty, Ryan S. Lewis \| – \| \| 8. Februar 2013 – 14. Februar 2013 1 Woche \| 1 \| Nik & Jay feat. Lisa Rowe \| United Niclas Genkel Petersen, Jannik Brandt Thomsen, Aura Dione, Nabil Nafar \| – \| \| 15. Februar 2013 – 21. Februar 2013 1 Woche (insgesamt 3) \| 3 \| Macklemore & Ryan Lewis feat. Wanz \| Thrift Shop Ben Haggerty, Ryan S. Lewis \| – \| \| 22. Februar 2013 – 28. Februar 2013 1 Woche \| 1 \| One Direction \| One Way or Another (Teenage Kicks) Nigel Douglas Harrison, Deborah Harry, John Joseph O’Neill \| – \| \| 1. März 2013 – 7. März 2013 1 Woche \| 1 \| Rihanna feat. Mikky Ekko \| Stay Justin Parker, Mikky Ekko \| – \| \| 8. März 2013 – 14. März 2013 1 Woche (insgesamt 3) \| 3 \| Macklemore & Ryan Lewis feat. Wanz \| Thrift Shop Ben Haggerty, Ryan S. Lewis \| – \| \| 15. März 2013 – 21. März 2013 1 Woche \| 1 \| Nephew feat. Marie Key \| Gå med dig Musik: Nephew; Text: Simon Kvamm \| – \| \| 22. März 2013 – 28. März 2013 1 Woche \| 1 \| Burhan G \| Din for evigt Lars Ankerstjerne, Burhan G \| – \| \| 29. März 2013 – 4. April 2013 1 Woche (insgesamt 3) \| 3 \| Passenger \| Let Her Go Michael David Rosenberg \| – \| \| 5. April 2013 – 11. April 2013 1 Woche \| 1 \| Panamah \| Børn af natten Anders Christensen, Peter Lützen, Amalie Stender \| – \| \| 12. April 2013 – 25. April 2013 2 Wochen (insgesamt 3) \| 3 \| Passenger \| Let Her Go Michael David Rosenberg \| – \| \| 26. April 2013 – 23. Mai 2013 4 Wochen (insgesamt 7) \| 7 \| Daft Punk feat. Pharrell Williams \| Get Lucky Pharrell L. Williams, Nile Rodgers, Guy-Manuel de Homem-Christo, Thomas Bangalter \| – \| \| 24. Mai 2013 – 5. Juni 2013 2 Wochen \| 2 \| Emmelie de Forest \| Only Teardrops Lise Cabble, Julia Fabrin Jakobsen, Thomas Stengaard \| Mit diesem Lied gewann Dänemark zum dritten Mal in der Geschichte des Wettbewerbs den Eurovision Song Contest. \| \| 6. Juni 2013 – 27. Juni 2013 3 Wochen (insgesamt 7) \| 7 \| Daft Punk feat. Pharrell Williams \| Get Lucky Pharrell L. Williams, Nile Rodgers, Guy-Manuel de Homem-Christo, Thomas Bangalter \| – \| \| 28. Juni 2013 – 29. August 2013 9 Wochen \| 9 \| Avicii \| Wake Me Up Aloe Blacc, Tim Bergling, Michael Aaron Einziger \| – \| \| 30. August 2013 – 12. September 2013 2 Wochen \| 2 \| Burhan G \| Kalder mig hjem Lars Ankerstjerne, Burhan G \| – \| \| 13. September 2013 – 19. September 2013 1 Woche \| 1 \| Kato & Safri Duo feat. Bjørnskov \| Dimitto (Let Go) Morten Friis, Uffe Savery, Lene Dissing, Peter Bjørnskov, Thomas Kato Vittrup \| – \| \| 20. September 2013 – 17. Oktober 2013 4 Wochen \| 4 \| Rasmus Seebach \| Olivia Rasmus Seebach, Nicolai Seebach, Lars Ankerstjerne \| – \| \| 18. Oktober 2013 – 24. Oktober 2013 1 Woche \| 1 \| Justin Bieber \| Heartbreaker Justin Bieber, Brandon Michael Green, Tony E. Scales, Xavier Smith, Tyler Mathew Carl Williams, Joshua Anthony Valle Bandek \| – \| \| 25. Oktober 2013 – 31. Oktober 2013 1 Woche \| 1 \| Justin Bieber \| All That Matters Justin Bieber, Andre Harris, Jason P. D. Boyd, Donovan Christopher Knight, Joseph Edward Macklin \| – \| \| 1. November 2013 – 7. November 2013 1 Woche \| 1 \| Justin Bieber \| Hold Tight Justin Bieber, Jason P. D. Boyd, James M. Giannos, Dominic J. Jordan, Ashley Joi Sadler, Jamal F. Rashid \| – \| \| 8. November 2013 – 14. November 2013 1 Woche \| 1 \| One Direction \| Story of My Life John Henry Ryan, Jamie Scott, Julian C. Bunetta, Niall James Horan, Zain Javadd Malik, Liam James Payne, Harry Edward Styles, Louis William Tomlinson \| – \| \| 15. November 2013 – 21. November 2013 1 Woche \| 1 \| Justin Bieber \| Bad Day Christopher Howard Jasper, Ronald Isley, O’Kelly Isley Jr., Rudolph Isley, Ernest Isley, Marvin Isley, Justin Bieber, Dominic Jordan, James M. Giannos, Jason P. D. Boyd, Ashley Joi Sadler \| – \| \| 22. November 2013 – 28. November 2013 1 Woche \| 1 \| Rasmus Seebach \| Sandstorm Rasmus Seebach, Nicolai Seebach, Lars Ankerstjerne \| – \| \| 29. November 2013 – 5. Dezember 2013 1 Woche \| 1 \| One Direction \| Diana John Henry Ryan, Julian C. Bunetta, Jamie Scott, Liam James Payne, Louis William Tomlinson \| – \| \| 6. Dezember 2013 – 12. Dezember 2013 1 Woche \| 1 \| Justin Bieber \| Roller Coaster Justin Bieber, Julian C. Swirsky, Joshua Gudwin, Rodney Jerkins \| – \| \| 13. Dezember 2013 – 19. Dezember 2013 1 Woche (insgesamt 2) \| 2 \| Mads Langer \| I en stjerneregn af sne Mads Langer \| – \| \| 20. Dezember 2013 – 26. Dezember 2013 1 Woche \| 1 \| Justin Bieber feat. Chance the Rapper \| Confident Kenneth Charles Coby, Maurice Simmonds, Justin Bieber, Chancelor Johnathan Bennett \| – \| \| 27. Dezember 2013 – 2. Januar 2014 1 Woche (insgesamt 2) \| 2 \| Mads Langer \| I en stjerneregn af sne Mads Langer \| – \| |                                        |                                        | | |
| ← 2012 |                                        |                                        | | → 2014 → |
| Zeitraum | Wo. ges.                               | Interpret                              | Titel Autor(en) | Zusätzliche Informationen                                                                                      |
| (Zeitraum, Wochen auf Platz eins, Interpret, Titel, Autor[en], zusätzliche Informationen) |                                        |                                        | | |
| 14. Dezember 2012 – 3. Januar 2013 3 Wochen (insgesamt 4) | 4                                      | Will.i.am feat. Britney Spears         | Scream & Shout William Adams, Jean-Baptiste Kouame, Jef Martens, Tula Paulinea Contostavlos | – |
| 4. Januar 2013 – 10. Januar 2013 1 Woche (insgesamt 6) | 6                                      | Rihanna                                | Diamonds Benjamin Levin, Sia Kate Furler, Tor Erik Hermansen, Mikkel Storleer Eriksen | – |
| 11. Januar 2013 – 17. Januar 2013 1 Woche (insgesamt 8) | 8                                      | Psy                                    | Gangnam Style Yoo Gun-hyung, Park Jae-sang | – |
| 18. Januar 2013 – 24. Januar 2013 1 Woche (insgesamt 4) | 4                                      | Will.i.am feat. Britney Spears         | Scream & Shout William Adams, Jean-Baptiste Kouame, Jef Martens, Tula Paulinea Contostavlos | – |
| 25. Januar 2013 – 31. Januar 2013 1 Woche | 1                                      | Justin Timberlake feat. Jay-Z          | Suit & Tie Shawn C. Carter, Leslie Jerome Harmon, Terry Duane Stubbs, John Wilson, Charles Still, Timothy Z. Mosley, Justin R. Timberlake, James Edward Fauntleroy II                               | – |
| 1. Februar 2013 – 7. Februar 2013 1 Woche (insgesamt 3) | 3                                      | Macklemore & Ryan Lewis feat. Wanz     | Thrift Shop Ben Haggerty, Ryan S. Lewis | – |
| 8. Februar 2013 – 14. Februar 2013 1 Woche | 1                                      | Nik & Jay feat. Lisa Rowe              | United Niclas Genkel Petersen, Jannik Brandt Thomsen, Aura Dione, Nabil Nafar | – |
| 15. Februar 2013 – 21. Februar 2013 1 Woche (insgesamt 3) | 3                                      | Macklemore & Ryan Lewis feat. Wanz     | Thrift Shop Ben Haggerty, Ryan S. Lewis | – |
| 22. Februar 2013 – 28. Februar 2013 1 Woche | 1                                      | One Direction                          | One Way or Another (Teenage Kicks) Nigel Douglas Harrison, Deborah Harry, John Joseph O’Neill | – |
| 1. März 2013 – 7. März 2013 1 Woche | 1                                      | Rihanna feat. Mikky Ekko               | Stay Justin Parker, Mikky Ekko | – |
| 8. März 2013 – 14. März 2013 1 Woche (insgesamt 3) | 3                                      | Macklemore & Ryan Lewis feat. Wanz     | Thrift Shop Ben Haggerty, Ryan S. Lewis | – |
| 15. März 2013 – 21. März 2013 1 Woche | 1                                      | Nephew feat. Marie Key                 | Gå med dig Musik: Nephew; Text: Simon Kvamm | – |
| 22. März 2013 – 28. März 2013 1 Woche | 1                                      | Burhan G                               | Din for evigt Lars Ankerstjerne, Burhan G | – |
| 29. März 2013 – 4. April 2013 1 Woche (insgesamt 3) | 3                                      | Passenger                              | Let Her Go Michael David Rosenberg | – |
| 5. April 2013 – 11. April 2013 1 Woche | 1                                      | Panamah                                | Børn af natten Anders Christensen, Peter Lützen, Amalie Stender | – |
| 12. April 2013 – 25. April 2013 2 Wochen (insgesamt 3) | 3                                      | Passenger                              | Let Her Go Michael David Rosenberg | – |
| 26. April 2013 – 23. Mai 2013 4 Wochen (insgesamt 7) | 7                                      | Daft Punk feat. Pharrell Williams      | Get Lucky Pharrell L. Williams, Nile Rodgers, Guy-Manuel de Homem-Christo, Thomas Bangalter | – |
| 24. Mai 2013 – 5. Juni 2013 2 Wochen | 2                                      | Emmelie de Forest                      | Only Teardrops Lise Cabble, Julia Fabrin Jakobsen, Thomas Stengaard | Mit diesem Lied gewann Dänemark zum dritten Mal in der Geschichte des Wettbewerbs den Eurovision Song Contest. |
| 6. Juni 2013 – 27. Juni 2013 3 Wochen (insgesamt 7) | 7                                      | Daft Punk feat. Pharrell Williams      | Get Lucky Pharrell L. Williams, Nile Rodgers, Guy-Manuel de Homem-Christo, Thomas Bangalter | – |
| 28. Juni 2013 – 29. August 2013 9 Wochen | 9                                      | Avicii                                 | Wake Me Up Aloe Blacc, Tim Bergling, Michael Aaron Einziger | – |
| 30. August 2013 – 12. September 2013 2 Wochen | 2                                      | Burhan G                               | Kalder mig hjem Lars Ankerstjerne, Burhan G | – |
| 13. September 2013 – 19. September 2013 1 Woche | 1                                      | Kato & Safri Duo feat. Bjørnskov       | Dimitto (Let Go) Morten Friis, Uffe Savery, Lene Dissing, Peter Bjørnskov, Thomas Kato Vittrup | – |
| 20. September 2013 – 17. Oktober 2013 4 Wochen | 4                                      | Rasmus Seebach                         | Olivia Rasmus Seebach, Nicolai Seebach, Lars Ankerstjerne | – |
| 18. Oktober 2013 – 24. Oktober 2013 1 Woche | 1                                      | Justin Bieber                          | Heartbreaker Justin Bieber, Brandon Michael Green, Tony E. Scales, Xavier Smith, Tyler Mathew Carl Williams, Joshua Anthony Valle Bandek                                                            | – |
| 25. Oktober 2013 – 31. Oktober 2013 1 Woche | 1                                      | Justin Bieber                          | All That Matters Justin Bieber, Andre Harris, Jason P. D. Boyd, Donovan Christopher Knight, Joseph Edward Macklin                                                                                   | – |
| 1. November 2013 – 7. November 2013 1 Woche | 1                                      | Justin Bieber                          | Hold Tight Justin Bieber, Jason P. D. Boyd, James M. Giannos, Dominic J. Jordan, Ashley Joi Sadler, Jamal F. Rashid                                                                                 | – |
| 8. November 2013 – 14. November 2013 1 Woche | 1                                      | One Direction                          | Story of My Life John Henry Ryan, Jamie Scott, Julian C. Bunetta, Niall James Horan, Zain Javadd Malik, Liam James Payne, Harry Edward Styles, Louis William Tomlinson                              | – |
| 15. November 2013 – 21. November 2013 1 Woche | 1                                      | Justin Bieber                          | Bad Day Christopher Howard Jasper, Ronald Isley, O’Kelly Isley Jr., Rudolph Isley, Ernest Isley, Marvin Isley, Justin Bieber, Dominic Jordan, James M. Giannos, Jason P. D. Boyd, Ashley Joi Sadler | – |
| 22. November 2013 – 28. November 2013 1 Woche | 1                                      | Rasmus Seebach                         | Sandstorm Rasmus Seebach, Nicolai Seebach, Lars Ankerstjerne | – |
| 29. November 2013 – 5. Dezember 2013 1 Woche | 1                                      | One Direction                          | Diana John Henry Ryan, Julian C. Bunetta, Jamie Scott, Liam James Payne, Louis William Tomlinson | – |
| 6. Dezember 2013 – 12. Dezember 2013 1 Woche | 1                                      | Justin Bieber                          | Roller Coaster Justin Bieber, Julian C. Swirsky, Joshua Gudwin, Rodney Jerkins | – |
| 13. Dezember 2013 – 19. Dezember 2013 1 Woche (insgesamt 2) | 2                                      | Mads Langer                            | I en stjerneregn af sne Mads Langer | – |
| 20. Dezember 2013 – 26. Dezember 2013 1 Woche | 1                                      | Justin Bieber feat. Chance the Rapper  | Confident Kenneth Charles Coby, Maurice Simmonds, Justin Bieber, Chancelor Johnathan Bennett | – |
| 27. Dezember 2013 – 2. Januar 2014 1 Woche (insgesamt 2) | 2                                      | Mads Langer                            | I en stjerneregn af sne Mads Langer | – |

## Alben
| ← 2012 ← | Liste der Nummer-eins-Hits in Dänemark | Liste der Nummer-eins-Hits in Dänemark | Liste der Nummer-eins-Hits in Dänemark | 2014 →                    |
| \| Zeitraum \| Wo. ges. \| Interpret \| Titel \| Zusätzliche Informationen \| \| (Zeitraum, Wochen auf Platz eins, Interpret, Titel, zusätzliche Informationen) \| \| \| \| \| \| ------------------------------------------------------------------------------ \| -------- \| --------------------------- \| ------------------------------- \| ------------------------- \| \| 30. November 2012 – 10. Januar 2013 6 Wochen \| 6 \| Kim Larsen \| Du glade verden \| – \| \| 11. Januar 2013 – 7. Februar 2013 4 Wochen (insgesamt 15) \| 15 \| Lukas Graham \| Lukas Graham \| – \| \| 8. Februar 2013 – 28. Februar 2013 3 Wochen (insgesamt 4) \| 4 \| (Verschiedene Interpreten) \| Melodi Grand Prix 2013 \| – \| \| 1. März 2013 – 7. März 2013 1 Woche \| 1 \| Nick Cave and the Bad Seeds \| Push the Sky Away \| – \| \| 8. März 2013 – 14. März 2013 1 Woche (insgesamt 4) \| 4 \| (Verschiedene Interpreten) \| Melodi Grand Prix 2013 \| – \| \| 15. März 2013 – 21. März 2013 1 Woche (insgesamt 2) \| 2 \| Mads Langer \| In These Waters \| – \| \| 22. März 2013 – 28. März 2013 1 Woche \| 1 \| David Bowie \| The Next Day \| – \| \| 29. März 2013 – 4. April 2013 1 Woche \| 1 \| Kashmir \| E.A.R \| – \| \| 5. April 2013 – 11. April 2013 1 Woche \| 1 \| Depeche Mode \| Delta Machine \| – \| \| 12. April 2013 – 18. April 2013 1 Woche (insgesamt 2) \| 2 \| Mads Langer \| In These Waters \| – \| \| 19. April 2013 – 2. Mai 2013 2 Wochen (insgesamt 3) \| 3 \| Volbeat \| Outlaw Gentlemen & Shady Ladies \| – \| \| 3. Mai 2013 – 9. Mai 2013 1 Woche (insgesamt 2) \| 2 \| Allan Olsen \| Jøwt \| – \| \| 10. Mai 2013 – 16. Mai 2013 1 Woche (insgesamt 3) \| 3 \| Volbeat \| Outlaw Gentlemen & Shady Ladies \| – \| \| 17. Mai 2013 – 23. Mai 2013 1 Woche (insgesamt 2) \| 2 \| Allan Olsen \| Jøwt \| – \| \| 24. Mai 2013 – 30. Mai 2013 1 Woche \| 1 \| Johnny Hansen \| Songs from My Heart \| – \| \| 31. Mai 2013 – 13. Juni 2013 2 Wochen (insgesamt 3) \| 3 \| Daft Punk \| Random Access Memories \| – \| \| 14. Juni 2013 – 20. Juni 2013 1 Woche \| 1 \| Andrea Berg \| My Danish Collection \| – \| \| 21. Juni 2013 – 27. Juni 2013 1 Woche \| 1 \| Black Sabbath \| 13 \| – \| \| 28. Juni 2013 – 4. Juli 2013 1 Woche \| 1 \| Kanye West \| Yeezus \| – \| \| 5. Juli 2013 – 11. Juli 2013 1 Woche (insgesamt 3) \| 3 \| Daft Punk \| Random Access Memories \| – \| \| 12. Juli 2013 – 22. August 2013 6 Wochen (insgesamt 8) \| 8 \| Marie Key \| De her dage \| – \| \| 23. August 2013 – 29. August 2013 1 Woche \| 1 \| Ulige Numre \| Nu til dags \| – \| \| 30. August 2013 – 5. September 2013 1 Woche \| 1 \| John Mayer \| Paradise Valley \| – \| \| 6. September 2013 – 19. September 2013 2 Wochen (insgesamt 8) \| 8 \| Marie Key \| De her dage \| – \| \| 20. September 2013 – 26. September 2013 1 Woche \| 1 \| Arctic Monkeys \| AM \| – \| \| 27. September 2013 – 3. Oktober 2013 1 Woche \| 1 \| Avicii \| True \| – \| \| 4. Oktober 2013 – 10. Oktober 2013 1 Woche \| 1 \| Drake \| Nothing Was the Same \| – \| \| 11. Oktober 2013 – 17. Oktober 2013 1 Woche \| 1 \| Agnes Obel \| Aventine \| – \| \| 18. Oktober 2013 – 31. Oktober 2013 2 Wochen \| 2 \| Burhan G \| Din for evigt \| – \| \| 1. November 2013 – 7. November 2013 1 Woche \| 1 \| Michael Falch \| Sommeren kom ny tilbage \| – \| \| 8. November 2013 – 14. November 2013 1 Woche \| 1 \| Thomas Helmig \| KH Helmig \| – \| \| 15. November 2013 – 5. Dezember 2013 3 Wochen (insgesamt 17) \| 17 \| Rasmus Seebach \| Ingen kan love dig i morgen \| – \| \| 6. Dezember 2013 – 12. Dezember 2013 1 Woche \| 1 \| One Direction \| Midnight Memories \| – \| \| 13. Dezember 2013 – 23. Januar 2014 6 Wochen (insgesamt 17) \| 17 \| Rasmus Seebach \| Ingen kan love dig i morgen \| – \| |                                        |                                        |                                        |                           |
| ← 2012 |                                        |                                        |                                        | → 2014 →                  |
| Zeitraum | Wo. ges.                               | Interpret                              | Titel                                  | Zusätzliche Informationen |
| (Zeitraum, Wochen auf Platz eins, Interpret, Titel, zusätzliche Informationen) |                                        |                                        |                                        |                           |
| 30. November 2012 – 10. Januar 2013 6 Wochen | 6                                      | Kim Larsen                             | Du glade verden                        | –                         |
| 11. Januar 2013 – 7. Februar 2013 4 Wochen (insgesamt 15) | 15                                     | Lukas Graham                           | Lukas Graham                           | –                         |
| 8. Februar 2013 – 28. Februar 2013 3 Wochen (insgesamt 4) | 4                                      | (Verschiedene Interpreten)             | Melodi Grand Prix 2013                 | –                         |
| 1. März 2013 – 7. März 2013 1 Woche | 1                                      | Nick Cave and the Bad Seeds            | Push the Sky Away                      | –                         |
| 8. März 2013 – 14. März 2013 1 Woche (insgesamt 4) | 4                                      | (Verschiedene Interpreten)             | Melodi Grand Prix 2013                 | –                         |
| 15. März 2013 – 21. März 2013 1 Woche (insgesamt 2) | 2                                      | Mads Langer                            | In These Waters                        | –                         |
| 22. März 2013 – 28. März 2013 1 Woche | 1                                      | David Bowie                            | The Next Day                           | –                         |
| 29. März 2013 – 4. April 2013 1 Woche | 1                                      | Kashmir                                | E.A.R                                  | –                         |
| 5. April 2013 – 11. April 2013 1 Woche | 1                                      | Depeche Mode                           | Delta Machine                          | –                         |
| 12. April 2013 – 18. April 2013 1 Woche (insgesamt 2) | 2                                      | Mads Langer                            | In These Waters                        | –                         |
| 19. April 2013 – 2. Mai 2013 2 Wochen (insgesamt 3) | 3                                      | Volbeat                                | Outlaw Gentlemen & Shady Ladies        | –                         |
| 3. Mai 2013 – 9. Mai 2013 1 Woche (insgesamt 2) | 2                                      | Allan Olsen                            | Jøwt                                   | –                         |
| 10. Mai 2013 – 16. Mai 2013 1 Woche (insgesamt 3) | 3                                      | Volbeat                                | Outlaw Gentlemen & Shady Ladies        | –                         |
| 17. Mai 2013 – 23. Mai 2013 1 Woche (insgesamt 2) | 2                                      | Allan Olsen                            | Jøwt                                   | –                         |
| 24. Mai 2013 – 30. Mai 2013 1 Woche | 1                                      | Johnny Hansen                          | Songs from My Heart                    | –                         |
| 31. Mai 2013 – 13. Juni 2013 2 Wochen (insgesamt 3) | 3                                      | Daft Punk                              | Random Access Memories                 | –                         |
| 14. Juni 2013 – 20. Juni 2013 1 Woche | 1                                      | Andrea Berg                            | My Danish Collection                   | –                         |
| 21. Juni 2013 – 27. Juni 2013 1 Woche | 1                                      | Black Sabbath                          | 13                                     | –                         |
| 28. Juni 2013 – 4. Juli 2013 1 Woche | 1                                      | Kanye West                             | Yeezus                                 | –                         |
| 5. Juli 2013 – 11. Juli 2013 1 Woche (insgesamt 3) | 3                                      | Daft Punk                              | Random Access Memories                 | –                         |
| 12. Juli 2013 – 22. August 2013 6 Wochen (insgesamt 8) | 8                                      | Marie Key                              | De her dage                            | –                         |
| 23. August 2013 – 29. August 2013 1 Woche | 1                                      | Ulige Numre                            | Nu til dags                            | –                         |
| 30. August 2013 – 5. September 2013 1 Woche | 1                                      | John Mayer                             | Paradise Valley                        | –                         |
| 6. September 2013 – 19. September 2013 2 Wochen (insgesamt 8) | 8                                      | Marie Key                              | De her dage                            | –                         |
| 20. September 2013 – 26. September 2013 1 Woche | 1                                      | Arctic Monkeys                         | AM                                     | –                         |
| 27. September 2013 – 3. Oktober 2013 1 Woche | 1                                      | Avicii                                 | True                                   | –                         |
| 4. Oktober 2013 – 10. Oktober 2013 1 Woche | 1                                      | Drake                                  | Nothing Was the Same                   | –                         |
| 11. Oktober 2013 – 17. Oktober 2013 1 Woche | 1                                      | Agnes Obel                             | Aventine                               | –                         |
| 18. Oktober 2013 – 31. Oktober 2013 2 Wochen | 2                                      | Burhan G                               | Din for evigt                          | –                         |
| 1. November 2013 – 7. November 2013 1 Woche | 1                                      | Michael Falch                          | Sommeren kom ny tilbage                | –                         |
| 8. November 2013 – 14. November 2013 1 Woche | 1                                      | Thomas Helmig                          | KH Helmig                              | –                         |
| 15. November 2013 – 5. Dezember 2013 3 Wochen (insgesamt 17) | 17                                     | Rasmus Seebach                         | Ingen kan love dig i morgen            | –                         |
| 6. Dezember 2013 – 12. Dezember 2013 1 Woche | 1                                      | One Direction                          | Midnight Memories                      | –                         |
| 13. Dezember 2013 – 23. Januar 2014 6 Wochen (insgesamt 17) | 17                                     | Rasmus Seebach                         | Ingen kan love dig i morgen            | –                         |

## Jahreshitparaden
| ← 2012 ← | Liste der Nummer-eins-Hits in Dänemark | Liste der Nummer-eins-Hits in Dänemark            | Liste der Nummer-eins-Hits in Dänemark | 2014 →   |
| \| Singles \| Position# \| Alben \| \| ----------------------------------------------------------------------------------------------------------------------------- \| --------- \| ------------------------------------------------- \| \| Wake Me Up Avicii Aloe Blacc, Tim Bergling, Michael Aaron Einziger \| 1 \| Ingen kan love dig i morgen Rasmus Seebach \| \| Let Her Go Passenger Michael David Rosenberg \| 2 \| Melodi Grand Prix 2013 (Verschiedene Interpreten) \| \| Blurred Lines Robin Thicke Pharrell L. Williams, Robin Thicke, Clifford Joseph Harris \| 3 \| De her dage Marie Key \| \| Get Lucky Daft Punk feat. Pharrell Williams Pharrell L. Williams, Nile Rodgers, Guy-Manuel de Homem-Christo, Thomas Bangalter \| 4 \| Midnight Memories One Direction \| \| Uden forsvar Marie Key \| 5 \| Outlaw Gentlemen & Shady Ladies Volbeat \| \| Olivia Rasmus Seebach Rasmus Seebach, Nicolai Seebach, Lars Ankerstjerne \| 6 \| In These Waters Mads Langer \| \| Just Give Me a Reason Pink Jeffrey Bhasker, Alecia B. Moore, Nathaniel Joseph Ruess \| 7 \| Din for evigt Burhan G \| \| Børn af natten Panamah Anders Christensen, Peter Lützen, Amalie Stender \| 8 \| Jøwt Allan Olsen \| \| Thrift Shop Macklemore & Ryan Lewis feat. Wanz Ben Haggerty, Ryan S. Lewis \| 9 \| KH Helmig Thomas Helmig \| \| Stay Rihanna feat. Mikky Ekko Justin Parker, Mikky Ekko \| 10 \| Swings Both Ways Robbie Williams \| |                                        |                                                   |                                        |          |
| ← 2012 |                                        |                                                   |                                        | → 2014 → |
| Singles | Position#                              | Alben                                             |                                        |          |
| Wake Me Up Avicii Aloe Blacc, Tim Bergling, Michael Aaron Einziger | 1                                      | Ingen kan love dig i morgen Rasmus Seebach        |                                        |          |
| Let Her Go Passenger Michael David Rosenberg | 2                                      | Melodi Grand Prix 2013 (Verschiedene Interpreten) |                                        |          |
| Blurred Lines Robin Thicke Pharrell L. Williams, Robin Thicke, Clifford Joseph Harris | 3                                      | De her dage Marie Key                             |                                        |          |
| Get Lucky Daft Punk feat. Pharrell Williams Pharrell L. Williams, Nile Rodgers, Guy-Manuel de Homem-Christo, Thomas Bangalter | 4                                      | Midnight Memories One Direction                   |                                        |          |
| Uden forsvar Marie Key | 5                                      | Outlaw Gentlemen & Shady Ladies Volbeat           |                                        |          |
| Olivia Rasmus Seebach Rasmus Seebach, Nicolai Seebach, Lars Ankerstjerne | 6                                      | In These Waters Mads Langer                       |                                        |          |
| Just Give Me a Reason Pink Jeffrey Bhasker, Alecia B. Moore, Nathaniel Joseph Ruess | 7                                      | Din for evigt Burhan G                            |                                        |          |
| Børn af natten Panamah Anders Christensen, Peter Lützen, Amalie Stender | 8                                      | Jøwt Allan Olsen                                  |                                        |          |
| Thrift Shop Macklemore & Ryan Lewis feat. Wanz Ben Haggerty, Ryan S. Lewis | 9                                      | KH Helmig Thomas Helmig                           |                                        |          |
| Stay Rihanna feat. Mikky Ekko Justin Parker, Mikky Ekko | 10                                     | Swings Both Ways Robbie Williams                  |                                        |          |